# Rob Poley
Pour les articles homonymes, voir Poley.
Rob Poley est un karatéka néerlandais surtout connu pour avoir remporté l'épreuve de kumite individuel masculin moins de 75 kilos aux championnats d'Europe de karaté 1980 à Barcelone, en Espagne.

## Résultats
| Résultat      | Date | Épreuve                   | Catégorie | Compétition                | Ville hôte            |
| ------------- | ---- | ------------------------- | --------- | -------------------------- | --------------------- |
| Médaille d'or | 1980 | Kumite individuel - 75 kg | Seniors   | Championnats d'Europe 1980 | Barcelone, en Espagne |